# Pterocactus australis
Pterocactus australis är en kaktusväxtart som först beskrevs av Frédéric Albert Constantin Weber, och fick sitt nu gällande namn av Curt Backeberg. Pterocactus australis ingår i släktet Pterocactus och familjen kaktusväxter. Inga underarter finns listade i Catalogue of Life.

## Bildgalleri

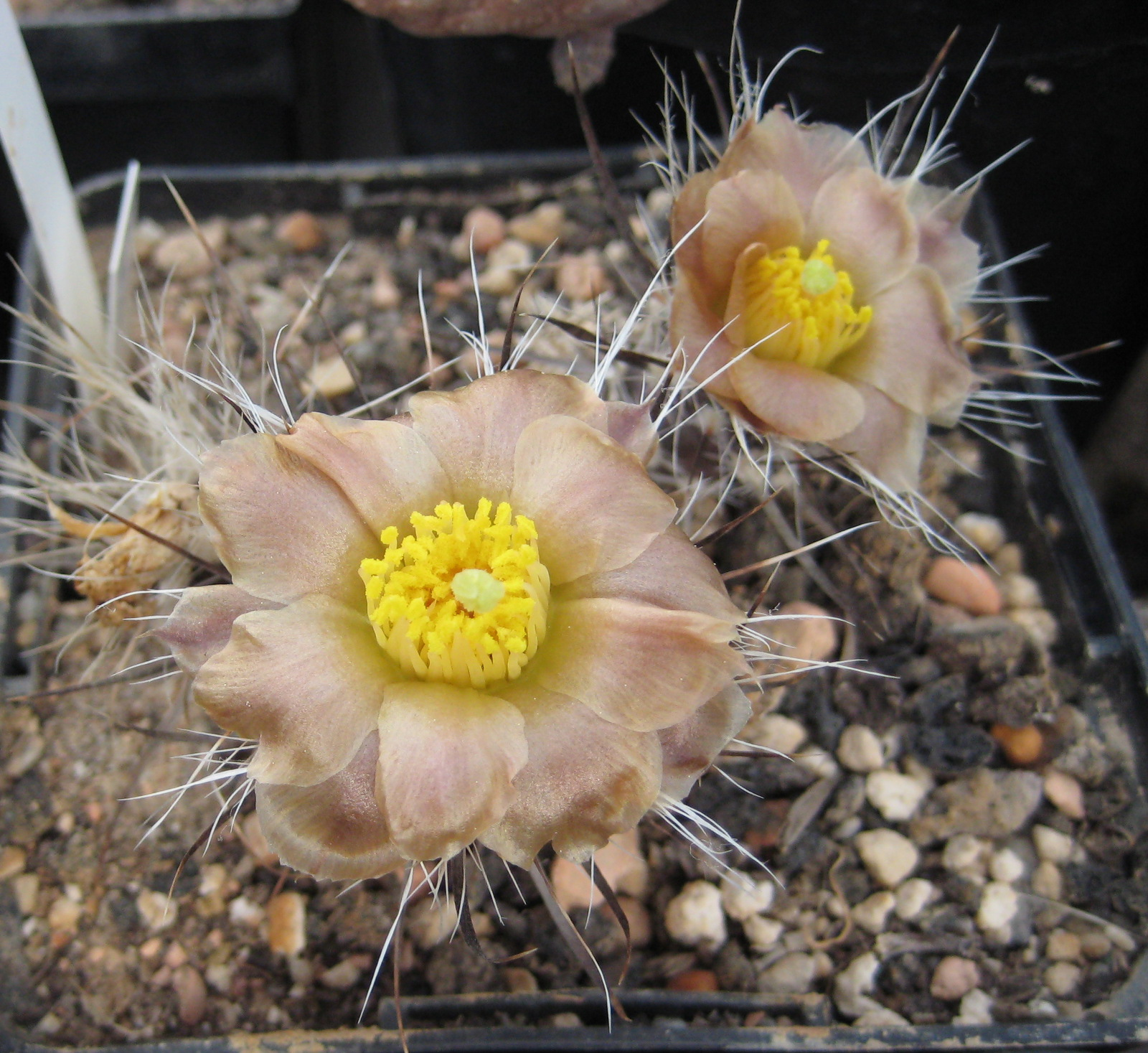